# Коста Весковато (Павија)
Коста Весковато је насеље у Италији у округу Павија, региону Ломбардија.
Према процени из 2011. у насељу је живело 347 становника. Насеље се налази на надморској висини од 325 м.